# Bison (Oklahoma)
Bison es un lugar designado por el censo ubicado en el condado de Garfield  en el estado estadounidense de Oklahoma. En el año 2010 tenía una población de 	65 habitantes y una densidad poblacional de 	24,07 personas por km².

## Geografía
Bison se encuentra ubicado en las coordenadas 36°11′47.13″N 97°53′24.2″O / 36.1964250, -97.890056 (36.196425° -97.890057°). Según la Oficina del Censo de los Estados Unidos, Bison tiene una superficie total de 1,059 mi² (2,7 km²), de la cual 1,059 mi² (2,7 km²) corresponden a tierra firme y 0 mi² (0 km²) es agua.